# 24103 Детурі
24103 Детурі (24103 Dethury) — астероїд головного поясу, відкритий 9 листопада 1999 року.
Тіссеранів параметр щодо Юпітера — 3,318.